# Verwaltungsgemeinschaft Schiefergebirge
De Verwaltungsgemeinschaft Schiefergebirge in het Thüringische landkreis Saalfeld-Rudolstadt is een gemeentelijk samenwerkingsverband waarbij drie gemeenten zijn aangesloten. Het bestuurscentrum bevindt zich in Probstzella.

## Deelnemende gemeenten
De volgende gemeenten maken deel uit van de Verwaltungsgemeinschaft:
1. Gräfenthal, stad
2. Lehesten, stad
3. Probstzella

Allendorf ·
Altenbeuthen ·
Bad Blankenburg ·
Bechstedt ·
Cursdorf ·
Deesbach ·
Döschnitz ·
Drognitz ·
Gräfenthal ·
Hohenwarte ·
Katzhütte ·
Kaulsdorf ·
Königsee ·
Lehesten ·
Leutenberg ·
Lichte ·
Meura ·
Piesau ·
Probstzella ·
Rohrbach ·
Rudolstadt ·
Saalfeld/Saale ·
Schwarzatal ·
Schwarzburg ·
Sitzendorf ·
Uhlstädt-Kirchhasel ·
Unterweißbach ·
Unterwellenborn